# Castelo de Trigueros del Valle

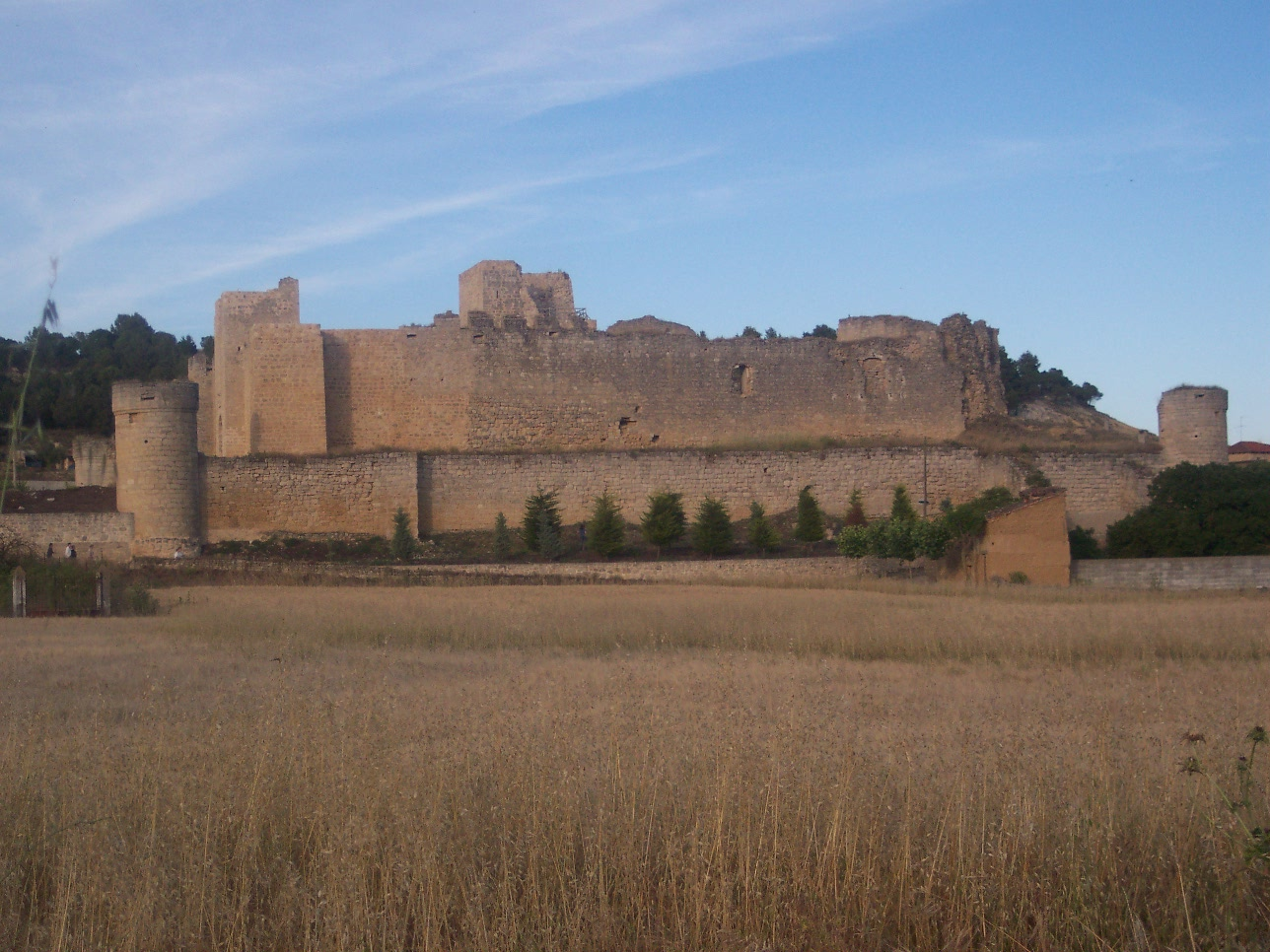
Castelo de Trigueros del Valle, Espanha.

O Castelo de Trigueros del Valle localiza-se no município de Trigueros del Valle, na província de Valladolid, comunidade autónoma da Castela e Leão, na Espanha.

## História
Foi o castelo dos senhores Robles y Guevara, com um valor estratégico reduzido pelas colinas próximas que o cercam.
Durante a chamada Guerra das Comunidades de Castela foi capturado pelas forcas sob o comando de Antonio de Acuña, com o auxilio dos habitantes locais.
Atualmente encontra-se em ruínas, na posse do município. Não existem projectos para a sua restauração ou recuperação.